# Benlloc
Benlloc (spanyol (castellano) nyelven Benlloch) település Spanyolországban, Castellón tartományban. Benlloc La Serra d'en Galceran, Vilanova d’Alcolea, Torreblanca, Cabanes, Vall d'Alba és Alcalà de Xivert községekkel határos. Lakosainak száma 1115 fő (2024).
Hivatalos neve 2018-ig a spanyol (castellano) nyelvű Benlloch volt, 2018. május 12. óta a valenciai nyelvű Benlloc névforma lett a hivatalos elnevezés. Helyben nevezik még Bell-lloc del Pla-nak is.

## Népesség
A település népessége az elmúlt években az alábbi módon változott:
| Lakosok száma | 887  | 860  | 1107 | 1175 | 1211 | 1153 | 1095 | 1033 | 1075 | 1115 |
|               | 2001 | 2004 | 2006 | 2009 | 2011 | 2014 | 2016 | 2019 | 2021 | 2024 |